# Dalton-in-Furness
Dalton-in-Furness – miasto w Wielkiej Brytanii. w Anglii w hrabstwie Kumbria, w dystrykcie (unitary authority) Westmorland and Furness, położone na jego południowym zachodzie, na półwyspie Furness w podłużnej dolinie polodowcowej. Miasto skomunikowane jest z resztą hrabstwa przy pomocy drogi krajowej A590. Populacja miasta wynosi 13079 mieszkańców. Dalton-in-Furness jest wspomniana w Domesday Book (1086) jako Daltune.

## Atrakcje turystyczne
- Zamek Dalton Castle z XIV wieku, własność fundacji National Trust[3].
- Opactwo Furness, zabytek na liście English Heritage[4]
- Ogród zoologiczny South Lakes Wild Animal Park[5]

## Miasta partnerskie
- Dalton, Pensylwania